# Pedro Leandro Ipuche
Pedro Leandro Ipuche (n. 13 martie 1889, Treinta y Tres - d. 1976, Montevideo) a fost un poet  uruguayan, considerat drept unul dintre inițiatorii, împreună cu Fernán Silva Valdes, a curentului liric nativist, care îmbină tradiționalismul creol cu avangardismul.

## Biografie
Părinții lui au fost Juan B. Ipuche și Beatriz M de Ipuche. S-a înrolat în armată la începerea războiului civil în 1904.
În anul 1905, după absolvirea studiilor liceale, s-a stabilit la Montevideo și a urmat studii de filosofie și științe umaniste la Seminarul Conciliar, studiind literatura și poezia și învățând limbile engleză, italiană, franceză, guarani, greacă și latină.
El a cultivat o lirică avangardistă, așa cum se observă în volumul Alas nuevas (1922), dar a căutat, de asemenea, să contribuie la actualizarea repertoriului tradițional. Poezia lui dezvăluie o preocupare metafizică, în care apare preocuparea de a pătrunde misterul creației și esența vieții.

## Scrieri
- Dos lágrimas (1909)
- La muerte del gran maestro (1913)
- Salmos atreidas (1916)
- Alas nuevas (1922)
- Tierra honda (1924)
- Júbilo y miedo (1926)
- Rumbo desnudo (1929)
- Fernando Soto (1931)
- Isla Patrulla (1935)
- Tierra celeste (1938)
- La Llave de la Sombra (1942)
- El Yesquero del Fantasma (1943)
- Cuentos del fantasma (1946)
- Dino, el Rey Niño (1948) (estreno de la Comedia Nacional)
- La llave de la sombra (1949)
- La Espiga Voluntaria (1949)
- Alma en el aire (1952)
- César Mayo Gutiérrez (1953)
- La quebrada de los cuervos (1954)
- Diluciones (1955)
- Caras con almas (1957)
- El milagro de Montevideo (1958)
- Hombres y nombres (1959)
- Chongo (1961)
- La Defensa de Paysandú (1962)
- Aire Fiel (1964)
- Fantasmas tenaces (1969)